# Heterospathe intermedia
Heterospathe intermedia là loài thực vật có hoa thuộc họ Arecaceae. Loài này được (Becc.) Fernando mô tả khoa học đầu tiên năm 1990.